# Hiamitis
Hiamitis es el nombre de una antigua ciudad griega de Mesenia. 
Según una tradición, cuando Cresfontes se apoderó de Mesenia, la dividió en cinco ciudades, una de las cuales era Hiamitis.
Pausanias la conocía como Hiamía, que la menciona cuando, tras la primera guerra mesenia, dice que los lacedemonios concedieron la ciudad de Hiamía a los descendientes de Androcles, hacia el año 720 a. C.
Se cree que debió localizarse cerca de la actual población de Andrusa, en algún lugar situado entre el monte Itome y el golfo de Mesenia.